# Copelatus biswasi
Copelatus biswasi är en skalbaggsart som beskrevs av Mukherjee och Saibal Sengupta 1986. Copelatus biswasi ingår i släktet Copelatus och familjen dykare. Inga underarter finns listade i Catalogue of Life.